# Styela tenuibranchia
Styela tenuibranchia is een zakpijpensoort uit de familie van de Styelidae. De wetenschappelijke naam van de soort is voor het eerst geldig gepubliceerd in 1976 door Monniot, Monniot & Millar.